# Lin Gengxin
Lin Gengxin (chinesisch 林更新, Pinyin Lín Gēngxīn; * 13. Februar 1988 in Shenyang), auch als Kenny Lin bekannt, ist ein chinesischer Schauspieler. Er wurde für seine Rolle in der Fernsehserie Scarlet Heart (2011) bekannt und trat anschließend in einer Reihe von Blockbustern auf, so Detective Dee und der Fluch des Seeungeheuers (2013), My Old Classmate (2014), The Taking of Tiger Mountain (2014) und Journey to the West: The Demons Strike Back (2017).

## Leben und Karriere
Lin studierte ab 2007 an der Shanghai Theatre Academy. Während des Studiums beteiligte er sich an Low-Budget-Produktionen, Fernsehshows, Kurzfilmen und Werbeclips. 2011 spielte er in der Fernsehserie Scarlet Heart den Prinzen Yinti und wurde so einem breiten Publikum bekannt. Seine nächste Rolle hatte er in der Serie Xuan-Yuan Sword: Rift of the Sky (2012), die vor allem online ein großer Erfolg wurde. In Tsui Harks Detective Dee und der Fluch des Seeungeheuers hatte Lin 2013 seine erste Filmrolle. Dafür wurde er bei den 33. Hong Kong Film Awards als bester Newcomer nominiert.
2014 folgte eine Rolle im Coming-of-Age-Film My Old Classmate an der Seite von Zhou Dongyu. Der Film erzielte hohe Einspielergebnisse und gewann den Students’-Choice-Preis beim 21. Beijing College Student Film Festival. Noch im selben Jahr trat Lin im Actionfilm Black & White: The Dawn of Justice in Erscheinung und arbeitete erneut mit Tsui Hark zusammen: Der Film Die letzte Schlacht am Tigerberg wurde ein weiterer Kassenerfolg.
Im Jahr 2015 erhielt Lin in der Fernsehserie God of War, Zhao Yun, die auf dem Roman Die Geschichte der Drei Reiche basiert, die Rolle des Generals Zhao Yun. Nach der Premiere im April 2016 entwickelte sich die Serie sogleich zu einem großen Publikumserfolg. Im selben Jahr hatte er Hauptrollen in den Filmen For a Few Bullets und Sword Master sowie eine Nebenrolle in Zhang Yimous The Great Wall. 2017 trat Lin in Journey to the West: The Demons Strike Back (wieder unter der Regie von Tsui Hark) als Sun Wukong in Erscheinung. Der Film spielte in China 239,5 Mio. US-$ ein und ist damit die erfolgreichste Verfilmung der Reise nach Westen. Außerdem war Lin in der Serie Princess Agents zu sehen.

## Filmografie (Auswahl)

### Filme
- 2009: The Immemorial Magic (玩命魔术)
- 2011: The Blue Cornflower (蓝色矢车菊)
- 2013: Detective Dee und der Fluch des Seeungeheuers (狄仁杰之神都龙王)
- 2014: My Old Classmate (同桌的你)
- 2014: Black & White: The Dawn of Justice (痞子英雄2)
- 2014: Die letzte Schlacht am Tigerberg (智取威虎山)
- 2016: For a Few Bullets (快手枪手快枪手)
- 2016: Sword Master (三少爷的剑)
- 2016: The Great Wall (长城)
- 2017: Journey to the West: The Demons Strike Back (西游伏妖篇)
- 2017: What a Day! (有完没完)
- 2018: Detective Dee und die Legende der vier himmlischen Könige (狄仁傑之四大天王)

### Fernsehen
- 2011: Scarlet Heart (步步惊心) – Staffel 1
- 2012: Xuan-Yuan Sword: Rift of the Sky (轩辕剑:天之痕)
- 2012: Drama Go! Go! Go! (姐姐立正向前走)
- 2013: Dance Music Legend (舞乐传奇)
- 2015: Challenger’s Alliance (挑战者联盟) – Realityshow
- 2016: God of War, Zhao Yun (武神赵子龙)
- 2017: Let Go of My Baby (放开我北鼻第) – Realityshow
- 2017: Princess Agents (楚乔传) – 10 Episoden
- 2020: Love and Lost (最初的相遇，最后的别离)

## Auszeichnungen (Auswahl)
| Jahr | Auszeichnung/Anlass                   | Kategorie                                    | Werk                                          | Ergebnis  |
| ---- | ------------------------------------- | -------------------------------------------- | --------------------------------------------- | --------- |
| 2014 | Hong Kong Film Awards                 | Bester Newcomer                              | Detective Dee und der Fluch des Seeungeheuers | Nominiert |
| 2014 | Chinesisches Jugendfilmforum          | Bester Newcomer                              | My Old Classmate                              | Gewonnen  |
| 2014 | Beijing College Student Film Festival | Beliebtester Schauspieler (Students’ Choice) | My Old Classmate                              | Gewonnen  |
| 2015 | Huading Award                         | Bester Nebendarsteller                       | Die letzte Schlacht am Tigerberg              | Nominiert |

## Belege
1. ↑  《步步惊心》顺利杀青 刘诗诗林更新悲情告别. In: Sina.com. 25. März 2011, abgerufen am 17. August 2017 (chinesisch).
2. ↑  图文：《轩辕剑》曝剧照-林更新饰张烈. In: Sina.com. 9. April 2012, abgerufen am 17. August 2017 (chinesisch).
3. ↑  《轩辕剑》大结局完美收官 开创周播剧新纪元. QQ, abgerufen am 17. August 2017 (chinesisch).
4. ↑  《狄仁杰》发海报预告 神都龙王露狰狞. In: Sina.com. 28. Juli 2013, abgerufen am 17. August 2017 (chinesisch).
5. ↑  18:37 提名新人林更新红色西装喜庆亮相. In: 163.com. 13. April 2014, abgerufen am 17. August 2017 (chinesisch).
6. ↑  电影《同桌的你》开拍 高晓松监制. In: Sina.com. 9. Juli 2013, abgerufen am 17. August 2017 (chinesisch).
7. ↑  《同桌的妳》票房破四亿 北京大学生电影节获奖. In: 163.com. 13. Mai 2014, abgerufen am 17. August 2017 (chinesisch).
8. ↑  黄渤赵又廷《痞子英雄2》再合作 林更新加盟. In: 163.com. 8. September 2013, abgerufen am 17. August 2017 (chinesisch).
9. ↑  徐克"智取威虎山3D"首发剧照 张涵予杨子荣造型曝光. In: MTime.com. 14. Januar 2014, abgerufen am 17. August 2017 (chinesisch).
10. ↑  Patrick Frater: China Box Office: ‘Wolf Warrior’ and ‘Kingsman’ Dominate $100 Million Weekend. In: Variety.com. Abgerufen am 17. August 2017 (englisch).
11. ↑  Yoona, Lin Gengxin to star in drama “Zhao Zilong”. In: Sina.com. 26. Februar 2015, abgerufen am 17. August 2017 (englisch).
12. ↑  Jung Eun-jin: SNSD Yoona making waves in China. In: KoreaHerald.com. 17. April 2016, abgerufen am 17. August 2017 (englisch).
13. ↑  윤아 "中 '무신조자룡' 100억뷰, 정말 어마어마한 일" [화보]. In: Naver.com. XportsMedia, 6. Juli 2016, abgerufen am 17. August 2017 (koreanisch).
14. ↑  “For a Few Bullets”, Compared to New Journey to the West. In: CRI.cn. 17. April 2016, abgerufen am 17. August 2017 (englisch).
15. ↑  Derek Yee, Hark Tusi team up for martial arts epic. In: CRI.cn. 1. Dezember 2016, abgerufen am 17. August 2017 (englisch).
16. ↑  Zhang Yimou’s new film reveals star-studded cast. In: Sina.com. 12. März 2015, abgerufen am 17. August 2017 (englisch).
17. ↑  《西游2》阵容独家曝光 唐僧吴亦凡沙僧巴特尔. In: QQ.com. 6. August 2015, abgerufen am 17. August 2017 (chinesisch).
18. ↑  ‘Journey To The West: The Demons Strike Back’. In: Box Office Mojo. Abgerufen am 17. August 2017 (englisch).
19. ↑  《西游伏妖篇》 破13亿周星驰路演称为了观众我会越做越好. In: ent.zdface.com. 3. Mai 2017, abgerufen am 26. Januar 2021 (chinesisch, Ursprungsquelle:星娱TV).
20. ↑  《楚乔传》曝定档海报 赵丽颖变特工少. In: Sina.com. 22. Mai 2017, abgerufen am 17. August 2017 (chinesisch).
21. ↑  Hong Kong Films Awards (2014). In: YesAsia.com. Abgerufen am 17. August 2017 (englisch).
22. ↑  第9届华语青年影像论坛闭幕 韩寒等-获颁年度新锐影人. In: People’s Daily. 6. November 2014, abgerufen am 17. August 2017 (chinesisch).

| Personendaten    | Personendaten                                          |
| ---------------- | ------------------------------------------------------ |
| NAME             | Lin, Gengxin                                           |
| ALTERNATIVNAMEN  | Lin, Kenny; 林更新 (chinesisch, Lang- und Kurzzeichen) |
| KURZBESCHREIBUNG | chinesischer Schauspieler                              |
| GEBURTSDATUM     | 13. Februar 1988                                       |
| GEBURTSORT       | Shenyang                                               |